# 下天の華
『下天の華』（げてんのはな）は、2013年3月28日にコーエーテクモゲームスから発売されたPlayStation Portable用恋愛アドベンチャーゲーム。
女性向けゲームの開発チーム、ルビー・パーティーによるネオロマンスシリーズである。
続編の『下天の華 夢灯り』（げてんのはな ゆめあかり）が2014年2月27日に発売された。
また、スマートフォンアプリとして『下天の華 刻の詩』（げてんのはな ときのうた）が配信されている。『下天の華』と『下天の華 夢灯り』がワンパッケージになった、PlayStation Vita用『下天の華 with 夢灯り 愛蔵版』が2016年9月8日に発売されることとなった。

## 概要
「信長の野望」30周年記念作品。戦国時代が舞台のネオロマンスゲーム。
キャラクターデザインに琥狗ハヤテを起用。
続編となる『夢灯り』では本能寺の変後の物語となり、新キャラクターの武将に、黒田官兵衛、竹中半兵衛が追加された。
アプリ配信されている刻の詩では選択枠のみでフルボイスのストーリーを読み進める仕様となっている。

## 物語
時は戦国時代。伊賀の里に暮らすくのいちの主人公は、修行に励む日々を送っていた。そんなある日、主人公は里に届いた依頼を受け、安土城に向かう。
織田信長の居城、安土城で待っていたのは信長の腹心・明智光秀。
彼は主人公を雇い入れ、妹姫と偽って城内に滞在させることにする。そして、主人公と武将たちの間に芽生える想いの行方は…

## 登場人物

### 主要人物
ほたる（ほたる）※名前変更可能（初期設定だと音声での名前呼び有り）
声 - なし
忍法帖を用い変化の術を得意とするくのいち。
光秀に雇われ彼の妹姫、桔梗として一ヶ月間安土城に留まり任務をこなす。
忍としてくない投げの腕前は確かだが城での大任は初めて。
任務に忠実で真面目な性格。情に弱い面があり人を殺めることを嫌う所があり忍としてはあまり向いていない所がある。変化する際は、対象となるものを目で覚え忍法帖に記す。
人間をはじめ、鳥や蛙、地蔵にも変化可能。
織田信長（おだ のぶなが）
声 - 松風雅也
七徳の武を持ち天下統一のため全てを犠牲にする覚悟で自ら魔王と称している。
小さいことは気にせず己の思うままに従う性質だが、群を抜く威容や統率力を持つ。
生きるために夢を抱くことをとても大切にしており、城下に出て市の活気や民の様子を直に味わうのが好き。
強引で冗談が過ぎる節もあるが根が悪いわけではなく、非凡な者を見れば世話を焼きたがる癖がある。
南蛮貿易に積極的で、調度品や菓子など好んで取り入れている。
甘味に目がなく、ボーロやカステラ、特にコンペイトウと干し柿が好物。
干し柿に至っては幼少時に信行と取り合うほどだった。
明智光秀（あけち みつひで）
声 - 野島健児
信長の腹心であり、ほたるの雇い主。
人に本心を見せない性質なので誤解を招きやすく、何を考えているのか分からないと思われている。
そのうえ辛辣な言葉で人を煽る事も多いため城内には敵も多い。
情勢に耳が早く機転を利かせるのが得意だが、無駄話だと判断した相手の話は露骨に聞き流す。
民衆には優しく丁寧な対応と物腰柔らかな雰囲気でとても慕われており、女房達には幽玄で近寄りがたいがそこも含め美丈夫だと評判。
射的の腕を買われ信長から直々に貰った銃剣を使用している。
飲んでも酔えないという理由で酒が苦手。ちまきが好き。
歌を詠むのが趣味で名手といわれる程の腕前である。
羽柴秀吉（はしば ひでよし）
声 - 森久保祥太郎
信長の家臣。
奔放で無類の女好き。色恋は人生の醍醐味という程で、日中から女性と戯れているタイプ。
根が陽気な家計で軽口を叩くのは日常茶飯事。
おおらかで話術も巧みなうえ優しいと女房達からの人気は上々であり、憎めない魅力を持つゆえに「人たらし」とも呼ばれている。
宴を開くのも好きで突発的に催し、その際は身分に関わらず楽しむべきだと下士にも声をかけ同席を許し騒ぐ。
力仕事をする事が多かったため体格もよく偉丈夫で通っているが、低めな身長を気にしている。
黄金を好み調度品は派手で華美な物が多く、将来は黄金の茶室を作りたいと思っているほど。
徳川家康（とくがわ いえやす）
声 - 小野賢章
信長の客人として安土に滞在している。
争いごとを嫌い優しく穏やかな気性。もっさりとした前髪で顔を隠し、人との交わりを避けている。
家臣に対しても過剰に気を遣い大抵の雑務は自分でこなしてしまうので武将らしくないと心配もされている。
勉学や武芸、何事にもよく通じているが政には消極的。
調剤、お香、囲碁などが趣味で、自ら薬草を摘みに野山へ行ったり、練り香も自作する。
鳥も好きで米の入った印籠を持ち歩きよく餌をあげいる。
昔、女性に怪我を負わせた過去がトラウマになっており、女性が苦手。
そのため逃げ足が速く女房たちの間では「韋駄天の君」と呼ばれている。
森蘭丸（もり らんまる）
声 - 島﨑信長
信長の小姓。
生真面目で堅物ゆえに、周囲からは冷淡な印象を持たれがちだが、信長への忠義、律儀さ、誠実さ、剣の腕にかけては自負している。
なかなか心を開かないが根は真っ直ぐである。
槍の腕が立ち、仕事以外でも武術の鍛錬に時間を費やす事が多い。
鍛錬を楽しめる人間だが真面目すぎて自分で自分を苦しめている一面も。
刀や槍の手入れが趣味で道具にも拘りを持ち、書物から知識を蓄える事にも余念がない。
何事にも主のためと考え、努力を惜しまない性質であるが実直すぎて時には、ほかの家臣などと衝突する事がある。
くのいちのほたる本人及び変化した明智の姫である桔梗には懐疑心を抱き距離を置くが、若武者姿に変化した七介とは御前試合で手を合わせて以降は武芸を通じ、早々に人柄を評価して認める。
味噌仕立ての集め汁が好きで甘味が苦手。　
百地尚光（ももじ なおみつ）
声 - 檜山修之
ほたるの師匠。伊賀、上忍三家の生家で伊賀一の忍び。
物心がつく前に親兄弟を失ったため一人で修行してきた。
ほたるが両親を失くしてからは里の長の指示もあって本人は不本意そうでは
あったが修行をつけ忍びとして育てた。
数年前に任務で里を出ていったが、ほたるの事を気にかけている。
掃除が苦手で、住む庵を散らかしたままにしては幼少のほたるから苦言を漏らされていた。
織田信行（おだ のぶゆき）
声 - 岡本寛志
信長の実弟。
物腰が柔らかで親しみ深い好青年。信長とは正反対である。
他地方との交渉役として、織田家のために尽力している。
繊細な心の持ち主で弱いものを無為に傷つけるのを嫌う。
稽古で体を動かすのが好きなほか、囲碁を嗜み信長や家康とも打つ。
兄とは違い自らを凡人だと自覚しており兄弟仲は良さそうにしているが、実際は隔たりを感じており、出来すぎた兄に苦悩している。
また、家臣に裏切られた過去が原因で心に闇を抱え、囚われている節がある。
黒田官兵衛（くろだ かんべえ）
声 - 興津和幸
「下天の華 夢灯り」で登場。秀吉の軍師。
兵法書を読むのが好きで中でも武経七書は何度も読んでいる。
無口で言葉を省く癖がある上、突飛な行動を取る事があるので誤解されがちな性格。
手先が器用で人に贈り物をよくする。
有岡城に幽閉されていた頃に慰められていたという理由から藤の花が好き。
竹中半兵衛（たけなか はんべえ）
声 - 柿原徹也
「下天の華 夢灯り」で登場。秀吉の軍師。
今孔明と呼ばれており、長けた策略は官兵衛と双璧をなす。
透明感のある美青年。小柄で年齢より幼く見られ人懐こく飄々としているが、人と一線を引いており1人で散策するのが趣味。
元々は信長の軍師にと説得されるものの秀吉にほれ込み彼を天下人にと願っている。
また労咳を患っている事を隠しており、主の秀吉の為ならと自分の身体を省みない節がある。

### その他
お糸（おいと）
声 - 浅野真澄
明智家の女房。桔梗の身の回りの世話をしてくれる。
烈火（れっか）
声 - 宮坂俊蔵
安土城に潜伏している忍び。火遁の術や手裏剣を使う。
時雨（しぐれ）
声 - G.Mee（元アンフィニ）
変装や隠密行動を得意とする忍び。烈火とは昔馴染み。
ルイス・デ・アルメイダ
声 - Sori（アンフィニ）
ポルトガル出身の商人で安土に出入りしている。
与四郎
声 - Kan（アンフィニ）
茶人。後の千利休
石田佐吉
声 - 庄司宇芽香
秀吉の小姓。後の石田三成。
大人びた少年。政務をさぼりがちな秀吉に手を焼く。
蜻蛉丸（かげろうまる）
声 - 浅野真澄
「下天の華 夢灯り」で登場。伊賀出身の抜け忍。伊賀の秘伝である忍法帖を持ち出して行方不明になった。百地が行方を追っている。

## 主題歌
オープニングテーマ「下天の華〜Amor」
作詞・松田慧 / ポルトガル語監修・伊藤哲ウンベルト / 作曲・編曲 - 中村新一郎 / 歌 - グレース・マーヤ
エンディングテーマ「一輪の華」
作詞・春和文 / 作曲・編曲 - 稲毛謙介 / 歌 - グレース・マーヤ
エンディングテーマ「WILD SURVIVOR」
作詞・美緒 / 作曲・編曲 - 稲毛謙介 / 歌 - アンフィニ
- その他、各攻略対象ごとにエンディング曲が存在する。

## 関連商品

### 音楽CD
- 下天の華キャラクターソング集
- バラエティCD 下天の華〜夢結び〜

### シチュエーションCD
- ネオロマンス・シチュエーションCD 下天の華 壱 蜜月の秘め事 信長&光秀の章
- ネオロマンス・シチュエーションCD 下天の華 弐 蜜月の秘め事 家康&蘭丸の章
- ネオロマンス・シチュエーションCD 下天の華 参 蜜月の秘め事 百地&信行の章
- ネオロマンス・シチュエーションCD 下天の華 四 蜜月の秘め事 秀吉&佐吉の章
- ネオロマンス・シチュエーションCD 下天の華 五 蜜月の秘め事 官兵衛&半兵衛の章

### 書籍
- 下天の華 ガイドブック 上 ISBN 978-4-7758-0881-8
- 下天の華 ガイドブック 下 ISBN 978-4-7758-0882-5
- コミック 下天の華 1 ISBN 978-4-06-380661-8
- コミック 下天の華 2 ISBN 978-4-06-380692-2
- コミック 下天の華 3 ISBN 978-4-06-380723-3

## イベント
- 下天の華 〜蛍見の宴〜（2013年6月30日 川口総合文化センター・リリア メインホール[2]）
- ネオロマンス・フェスタ　下天の華〜桜見の宴〜（2014年3月23日 ディファ有明）
- ネオロマンス・フェスタ　下天の華〜星見の宴〜（2016年8月21日 神奈川県立県民ホール）

## 舞台

### 舞台 下天の華
2015年5月9日～ 5月17日に全労済ホール/スペース・ゼロにて公演。
脚本・演出はキタムラトシヒロ、音楽は藤澤健至が手掛ける。
キャスト
- ほたる/桔梗：美咲アヤカ
- 織田信長：小笠原健
- 明智光秀：川嵜祐樹
- 羽柴秀吉：高橋良輔
- 徳川家康：小林涼
- 森蘭丸：横山真史
- 百地尚光：粕谷佳五
- 織田信行：福山聖二
- お糸：角島美緒
- 七介：有馬拓人
- 丑丸：福澤重文
- 小豆：馬場野々香
- 与一：栗原健吾

殺陣衆
- 岩崎康幸
- 小林照平
- 岩堀功平
- 小曽根章央
- 隅田滉太郎
- 桑田裕介
- 斎藤洋平
- 高谷心也

女房衆
- 手島沙樹
- 亀田理恵
- 土許麻衣

### 舞台 下天の華 夢灯り
2016年5月13日～5月23日に全労済ホール/スペース・ゼロにて公演。
脚本・演出は西森英行（Innocent Sphere）、マジック演出はHIROKI HARAが手掛ける。
キャスト
- ほたる：富田麻帆
- 織田信長：小笠原健
- 黒田官兵衛：久下恭平
- 竹中半兵衛：長江崚行
- 明智光秀：川嵜祐樹
- 羽柴秀吉：高橋良輔
- 徳川家康：小林涼
- 森蘭丸：横山真史
- 百地尚光：粕谷佳五
- 織田信行：福山聖二
- お糸：角島美緒
- 七介：村田恒

アンサンブル
- 小笠原竜哉
- 湯浅雅恭
- 松村凌太郎
- 浦家賢士
- 小曽根章央
- 齋藤洋平

ほか